# 乞食清浄経
『乞食清浄経』（こつじきしょうじょうきょう、巴: Piṇḍapātapārisuddhi-sutta, ピンダパータパーリスッディ・スッタ）とは、パーリ仏典経蔵中部に収録されている第151経。『托鉢食清浄経』（たくはつじきしょうじょうきょう）とも。
釈迦が、サーリプッタ（舎利弗）に、托鉢に因んだ仏法を説く。

## 構成

### 登場人物
- 釈迦
- サーリプッタ（舎利弗）

### 場面設定
ある時、釈迦はラージャガハ（王舎城）の竹林精舎に滞在していた。
釈迦はサーリプッタ（舎利弗）に、托鉢の際にも自らを省み、観察しておくことの重要性、またそうした反省を五欲、五蓋、五蘊、四念処、四正勤、四神足、五根、五力、七覚支、八正道などで行っていくことの重要性を説く。
サーリプッタは歓喜する。

## 日本語訳
- 『南伝大蔵経・経蔵・中部経典4』（第11巻下） 大蔵出版
- 『パーリ仏典 中部（マッジマニカーヤ）後分五十経篇II』 片山一良訳 大蔵出版
- 『原始仏典 中部経典4』（第7巻） 中村元監修 春秋社